# TNO Defensie en Veiligheid
TNO Defensie en Veiligheid een onderdeel (eerst hoofdgroep, daarna unit) van TNO dat vernieuwende oplossingen levert om de algehele veiligheid van de samenleving te bevorderen en is strategisch partner van het Ministerie van Defensie. 

## Focus
Militair optreden, Militaire middelen, Commandovoering en operationele besluitvorming, Dreiging en bescherming, Opleiding en training zijn enkele van de thema's waarbinnen TNO Defensie en Veiligheid opereert. Op het gebied van Veiligheid ligt het accent op beleidsondersteuning en de bestrijding van criminaliteit, calamiteiten en terrorisme. Daarnaast werkt TNO Defensie en Veiligheid onder andere voor en samen met de Nederlandse en Europese industrie. Samen met de (defensiegerelateerde) industrie en het midden- en kleinbedrijf worden innovatieve oplossingen gezocht en ontwikkeld.

## Organisatie
TNO Defensie en Veiligheid heeft vier onderzoekslocaties: Den Haag, Rijswijk, Ypenburg en Soesterberg. In total werken er circa 1500 medewerkers. Zij ontwikkelen kennis en passen deze toe in de vorm van advies, toegepast onderzoek en productinnovatie.

## Situatie vanaf 2011
Vanaf 1 januari 2011 zijn alle TNO kerngebieden, waaronder het kerngebied TNO Defensie en Veiligheid opgeheven en is de TNO overgegaan naar een thematisch aangestuurde organisatie. Na twee volgende reorganisaties is TNO Defensie & Veiligheid (TNO Defence, Safety and Security) een van de huidige zes units binnen TNO. 